# (58) Concordia
(58) Concordia es un asteroide que forma parte del cinturón de asteroides y fue descubierto por Karl Theodor Robert Luther desde el observatorio de Düsseldorf-Bilk, Alemania, el 24 de marzo de 1860.
Está nombrado por Concordia, una diosa de la mitología romana.

## Características orbitales
Concordia orbita a una distancia media de 2,702 ua del Sol, pudiendo alejarse hasta 2,821 ua. Tiene una inclinación orbital de 5,063° y una excentricidad de 0,04417. Emplea 1622 días en completar una órbita alrededor del Sol.